# Quarry Wood Cemetery
Le Quarry Wood Cemetery, Sains-lès-Marquion (traduction : cimetière du bois de la carrière), Cimetière militaire Quarry Wood de Sains-lès-Marquion, est un cimetière militaire de la Première Guerre mondiale, situé sur le territoire de la commune de Sains-lès-Marquion, dans le département du Pas-de-Calais, au nord-ouest de Cambrai.

## Localisation
Ce cimetière est situé en bordure à 1 km au sud du village de Sains-lès-Marquion. On y accède à partir de la D 15 puis en empruntant un chemin agricole sur une centaine de mètres.

## Histoire

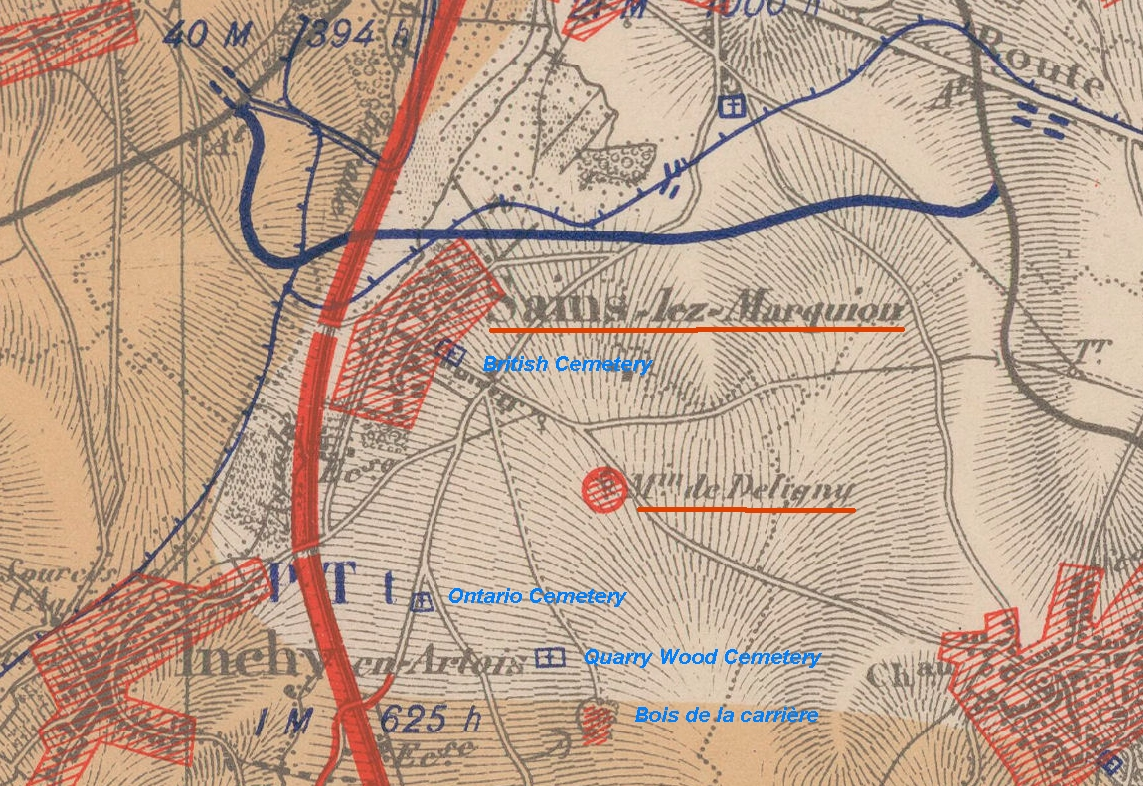
La carte des régions dévastées montre que le village a subi de nombreux dégâts.
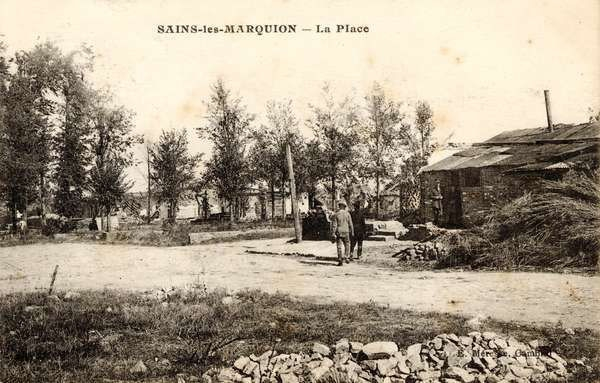
Les ruines du village à l'issue de la guerre14-18.
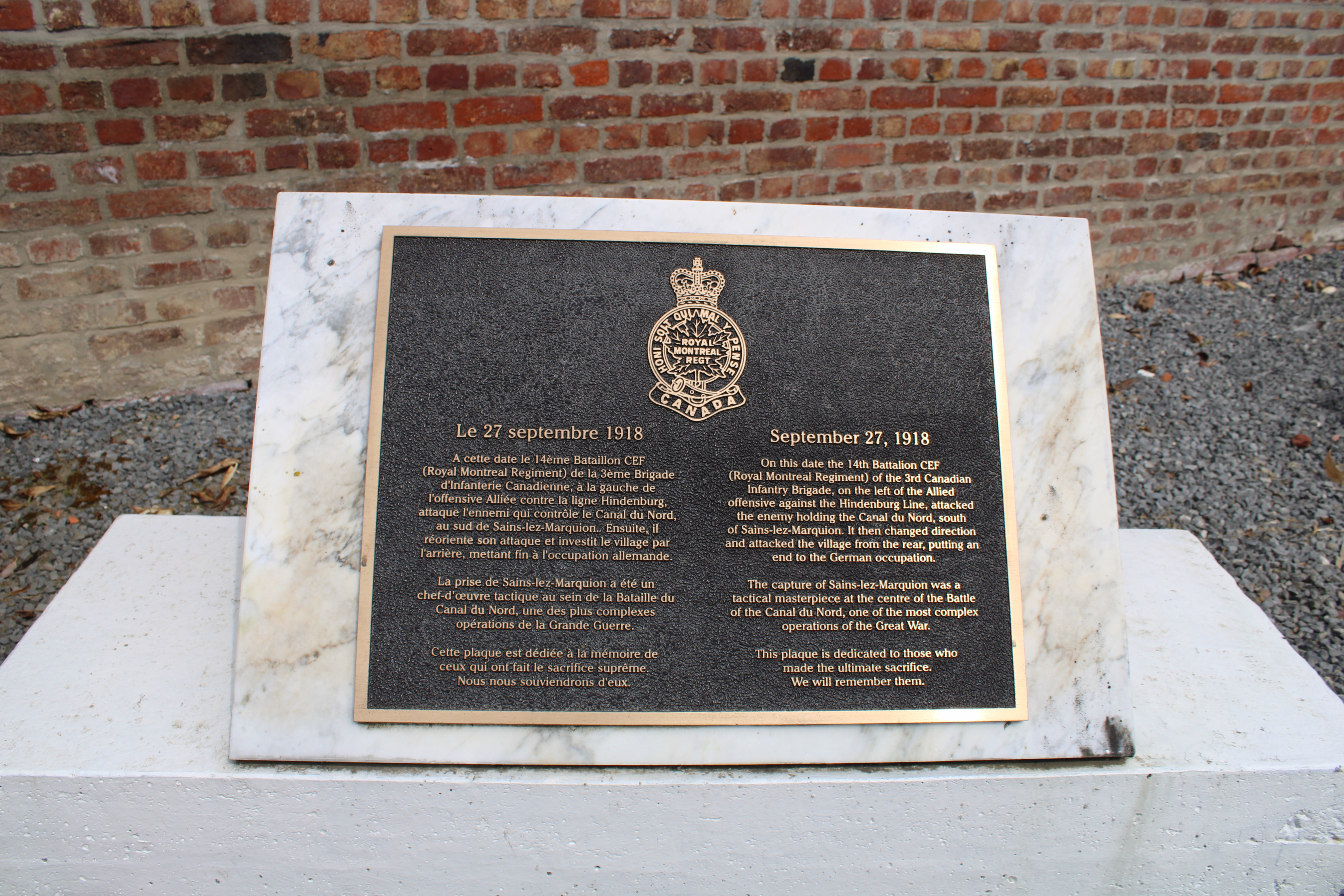
La plaque hommage aux soldats canadiens qui ont libéré le village en septembre 1918.

Le secteur est tombé aux mains des Allemands dès le début de la guerre fin août 1914 et restera loin des combats tout au long de la guerre, le front se stabilisant à une vingtaine de kilomètres à l'ouest du côté de Bapaume.
À partir du 8 août 1918, l'offensive des Cent-Jours est déclenchée et les troupes alliées progressent vers l'est. C'est l'armée canadienne qui est chargée du secteur de Sains-lès-Marquion. De violents combats se déroulèrent pour la prise du bois de la carrière le 27 septembre 1918 et 264 soldats canadiens trouvèrent le mort lors de ces affrontements. À noter que les traces de ces combats sont encore visibles de nos jours dans le bois qui jouxte le cimetière.
Le cimetière Quarry Wood  est créé fin septembre et début octobre 1918, pour inhumer les 264 soldats canadiens tombés en ce lieu.
Après l'armistice, les corps d'autres victimes venant de cimetières provisoires des alentours sont rapatriés dans ce cimetière qui compte aujourd'hui 278 soldats canadiens et quatorze britanniques. Parmi ceux-ci, cinq ne sont pas identifiés.

## Caractéristiques
Le cimetière a un plan rectangulaire de 30 m sur 15 et est clos par un mur de moellons. Une imposante arche en moellons marque l'entrée du cimetière.

## Sépultures
| Pays        | Sépultures |
| ----------- | ---------- |
| Royaume-Uni | 14         |
| Canada      | 264        |
| Total       | 278        |

## Galerie

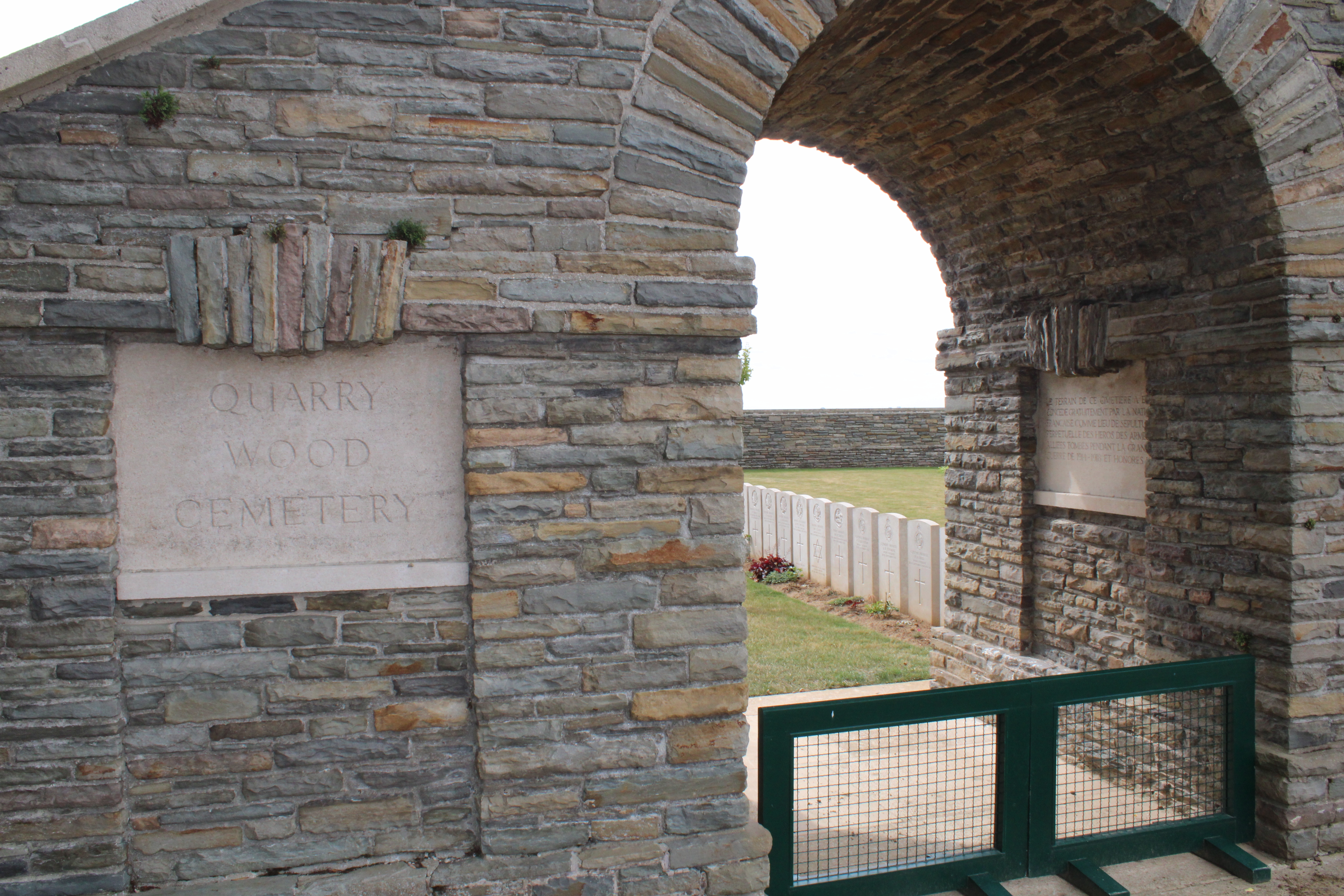
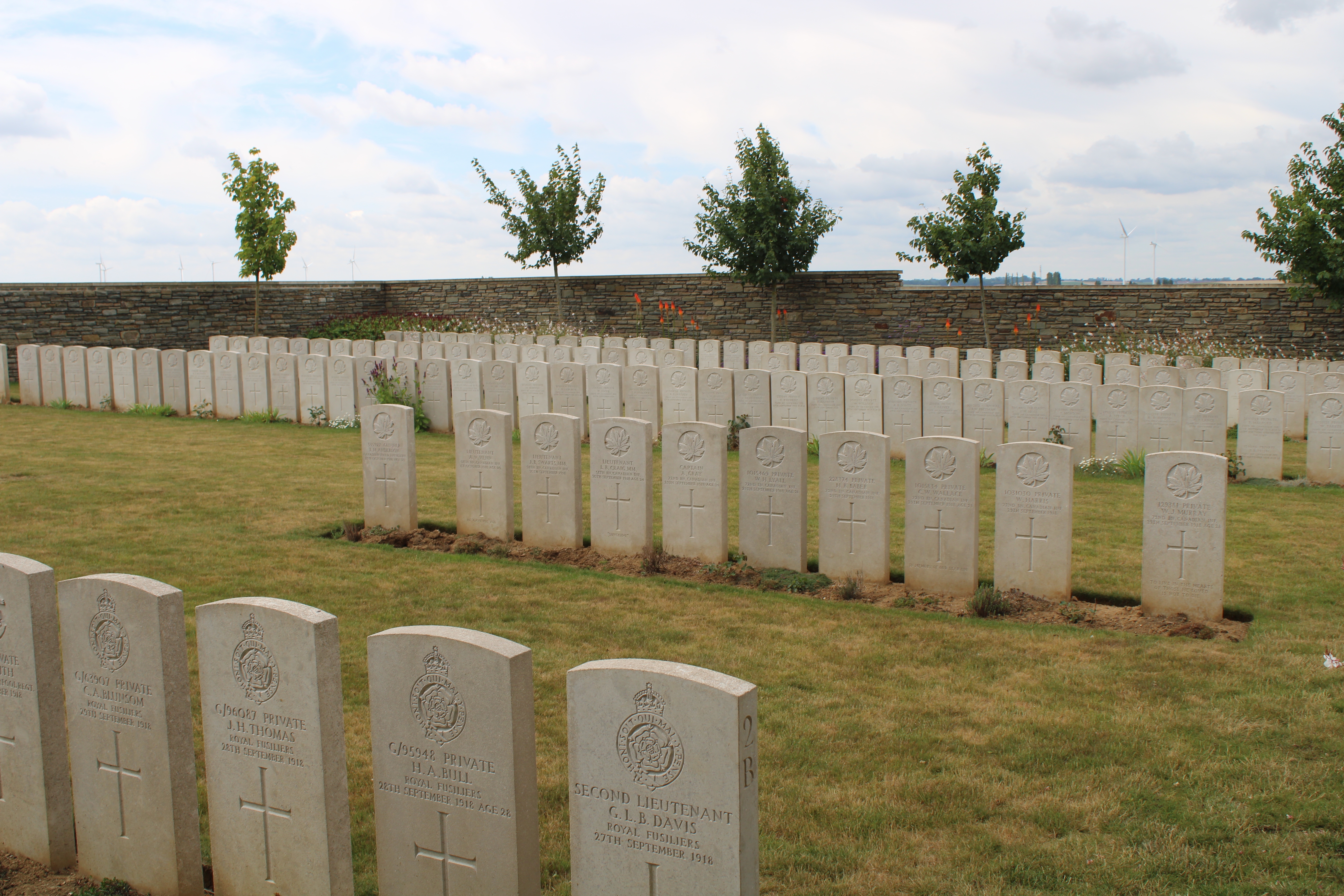
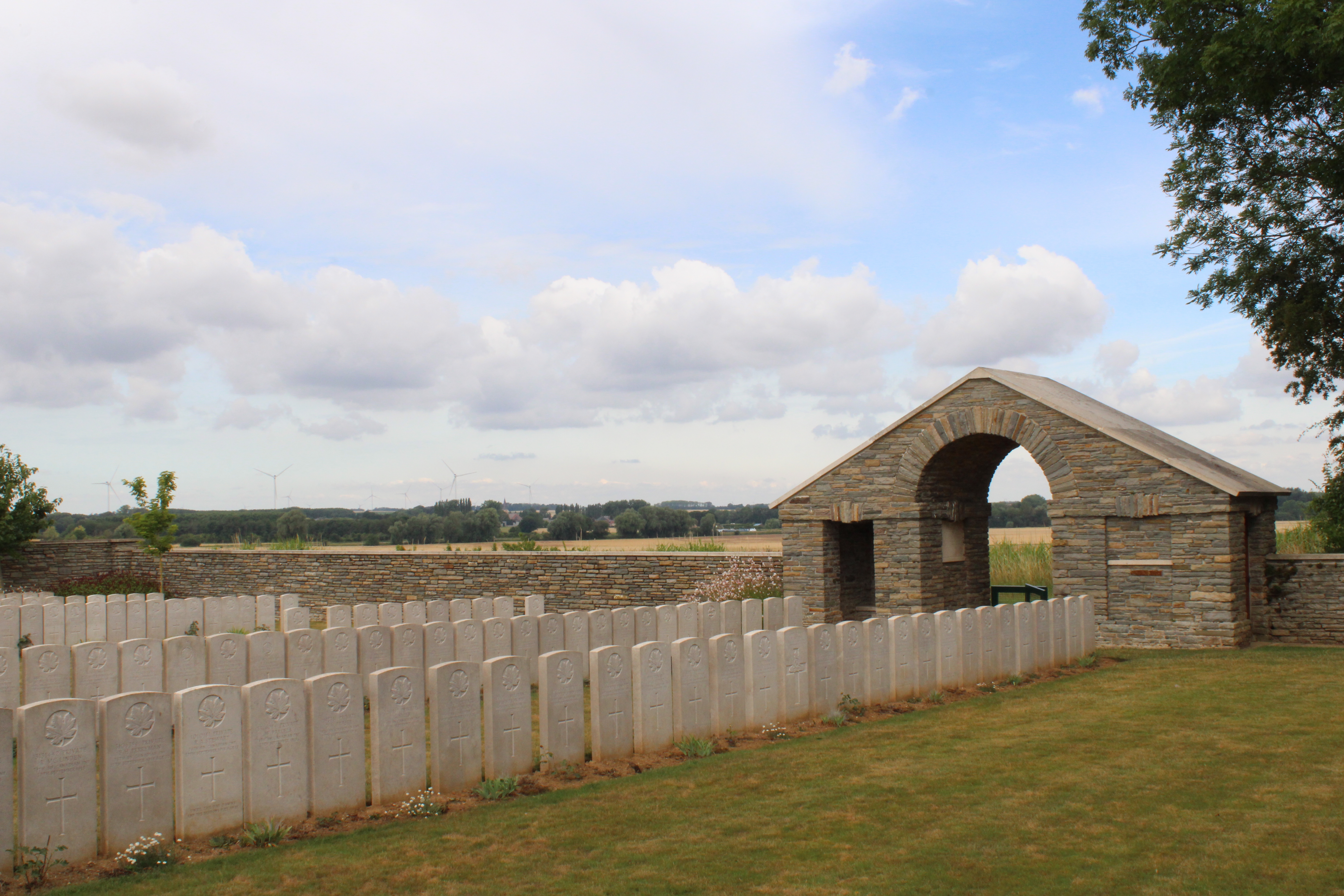
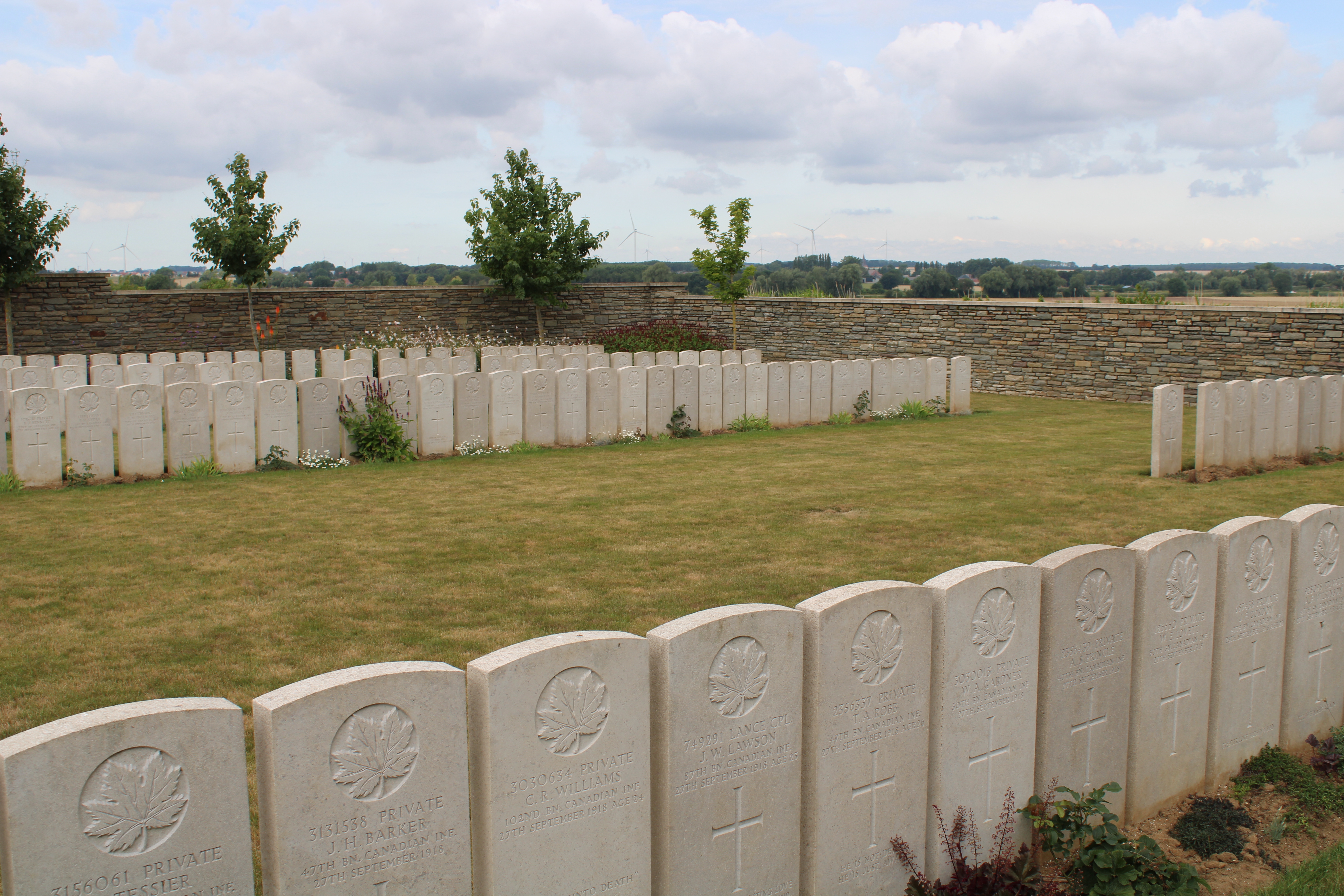
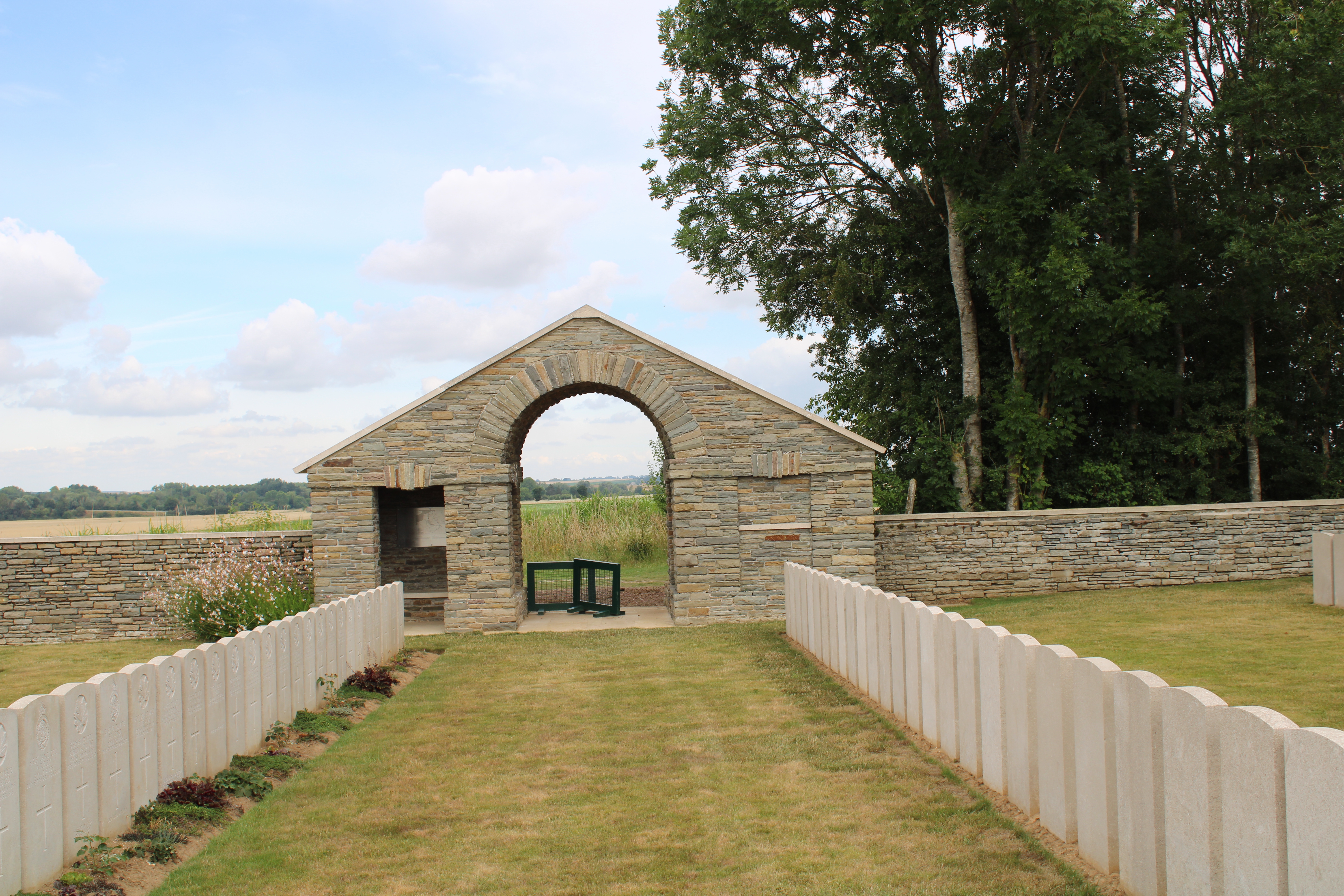
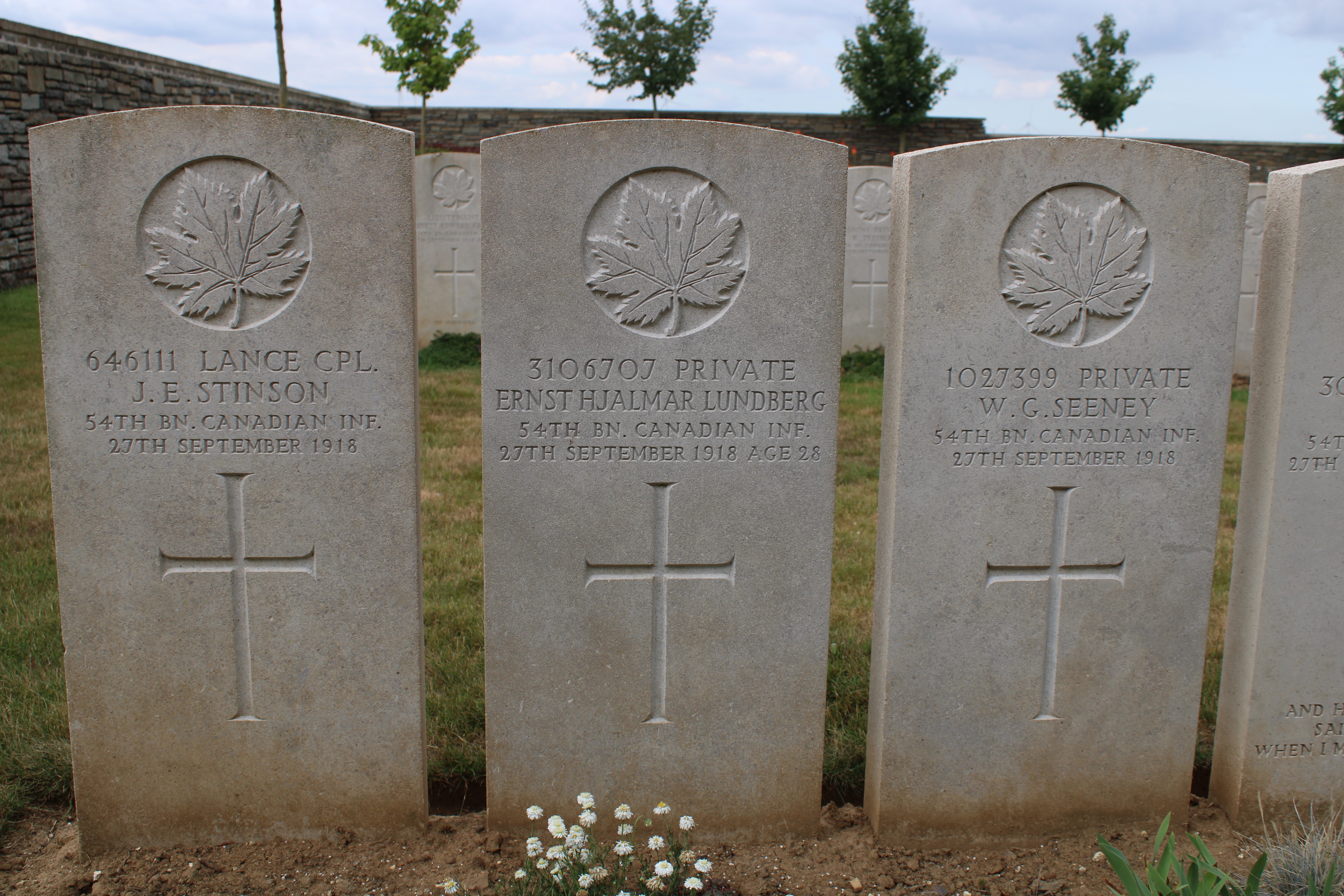
Tombes de soldats canadiens tombés le 27 septembre 1918.

## Pour approfondir